# Heliothela ophideresana
Heliothela ophideresana is een vlinder uit de familie van de grasmotten (Crambidae), uit de onderfamilie van de Heliothelinae. De wetenschappelijke naam van deze soort is voor het eerst gepubliceerd in 1863 door Francis Walker.
De spanwijdte is ongeveer 1,5 centimeter.
De soort komt voor in Libië, Nigeria, Ethiopië, Tanzania, Malawi, Namibië, Zuid-Afrika, Madagaskar, Saoedi-Arabië, Verenigde Arabische Emiraten, Oman, Jemen, Iran, Afghanistan, India, Sri Lanka en Australië.